# Andy Fisher
Andrew Lee Fisher, detto Andy (Wigan, 12 febbraio 1998), è un calciatore inglese, portiere dello Swansea City.

## Carriera
Dopo aver giocato nel settore giovanile del Blackburn Rovers firma un contratto professionistico della durata di due anni e mezzo con il club nel gennaio del 2016. Nella stagione 2016-2017 viene aggregato alla prima squadra, con cui esordisce in competizioni ufficiali il 29 agosto 2017 in una vittoria casalinga per 1-0 contro l'Under-21 dello Stoke City nel Football League Trophy. Due mesi dopo questa partita prolunga il suo contratto fino al termine della stagione 2020-2021; nella stagione 2016-2017, che i Rovers concludono con una promozione dalla terza alla seconda divisione inglese, il portiere gioca altre 2 partite ufficiali, entrambe nel Football League Trophy. Nella stagione 2018-2019 e nella stagione 2019-2020 trascorre alcuni mesi senza presenze nella seconda divisione inglese al Blackburn, intervallati da una lunga serie di prestiti: nella seconda metà della stagione 2018-2019 gioca nella sesta divisione inglese allo Utd of Manchester (con cui gioca 13 partite, tutte in campionato), mentre nella stagione 2019-2020 veste le maglie di Northampton Town e MK Dons, rispettivamente nella quarta e nella terza divisione inglese, disputando in totale 3 partite con questi due club (tutte nel Football League Trophy e tutte con i Cobblers).
Inizia la stagione 2020-2021 nuovamente al Blackburn, con cui gioca la sua quarta (ed ultima) partita ufficiale in prima squadra in un incontro di Coppa di Lega; il 16 ottobre 2020 fa ritorno ai Milton Keynes Dons, questa volta a titolo definitivo: nella stagione 2020-2021 gioca in totale 39 partite in campionato, aggiungendone altre 23 nella prima metà della stagione 2021-2022: l'11 gennaio 2022, infatti, viene acquistato per circa 400000 sterline ai gallesi dello Swansea City, militanti nella seconda inglese, con cui firma un contratto della durata di quattro anni e mezzo. Nella stagione 2021-2022 diventa subito titolare, giocando 20 partite nella seconda metà della stagione. Nella stagione 2022-2023 gioca invece 26 partite, restando poi in rosa come riserva anche durante la stagione 2023-2024, in cui non gioca però nessuna partita di campionato. scendendo in campo solamente in 2 incontri in FA Cup. Nell'estate del 2024 passa in prestito al St. Johnstone, club della prima divisione scozzese, dove subisce 22 reti in 14 partite giocate, subendo una retrocessione in seconda divisione.